# Heinrich Heine
Christian Johann Heinrich Heine (13. prosince 1797 Düsseldorf – 17. února 1856 Paříž), vlastním jménem Harry Heine, byl německý prozaik, básník, publicista a esejista, představitel hnutí Mladé Německo v období romantismu.

## Život

### Původ a studium
Pocházel z rodiny drobného židovského obchodníka s látkami v Düsseldorfu Samsona Heineho a jeho manželky Betty van Geldern. Harry Heine byl nejstarší ze čtyř dětí a údajně se narodil ještě před svatbou, proto jeho datum narození bylo posunováno do roku 1799 nebo 1800. Prokazatelné záznamy se nedochovaly a historikové uvádějí jako nejpravděpodobnější datum 13. prosinec 1797. Rodiče své děti vychovávali v duchu osvícenských zásad a Harry navštěvoval křesťanské školy. V té době byl Düsseldorf pod francouzským vlivem a Heine se stal obdivovatelem císaře Napoleona. Vystudoval lyceum a na přání rodičů se měl stát obchodníkem. V roce 1815 nastoupil na praxi v bance ve Frankfurtu nad Mohanem a o rok později ke svému strýci Solomonu Heinemu, bohatému bankéři v Hamburku. Ten se svého synovce ujal a podporoval ho finančně až do své smrti v roce 1844, i když pro jeho literární aktivity neměl příliš pochopení. Harry psal pravidelně od roku 1815 a v roce 1817 byly jeho básně poprvé publikovány v časopise Hamburgs Wächter. Podnětem k básnické tvorbě byla neopětovaná láska k sestřenici Amálii a posléze k její mladší sestře Tereze.
Strýc viděl, že Harry nemá vlohy pro podnikání a proto ho v roce 1819 poslal studovat právo na univerzitu v Bonnu. Tam vydržel jen jeden semestr, stejně jako na univerzitě v Göttingenu. V letech 1821–1823 studoval v Berlíně, kde navštěvoval přednášky filozofa Georga Wilhelma Friedricha Hegela. Navázal kontakt s místními literárními kruhy, Počátkem roku 1822 debutoval na veřejnosti jako autor knihy Básně, obsahující 58 vlastních básní a čtyři překlady básní lorda Byrona. Napsal zde své první tragédie Almansor, Lyrické intermezzo a William Ratcliff, které však nebyly uvedeny. Několik týdnů strávil putováním po polské části Pruska. O svých pozorováních psal zápisky, které stály na počátku dlouhé řady jeho cestopisných pojednání z různých oblastí Evropy spojených pod názvem Obrazy z cest, vydávaných až do roku 1831.
V letech 1822–1824 se poprvé intenzivně zabýval judaismem, byl aktivním členem Sdružení pro kultivaci a vědu Židů a začal pracovat na románu Rabín z Bacherachu s námětem z židovských dějin. K tématu židovství se v svých písemných projevech stále vracel. Jeho vztah k víře reprezentované církvemi byl však skeptický, i když celý život věřil ve vyšší moc.
V roce 1824 se Heine vrátil do Göttingenu, kde složil právnické zkoušky a získal doktorát. V červnu 1825 se nechal tajně pokřtít luteránským pastorem a přijal jméno Christian Johann Heinrich. Od té doby si říkal Heinrich Heine. Hlavním důvodem jeho konverze bylo snadnější uplatnění v právnické profesi, ale v Německu byl pro svůj původ stále diskriminován. Projevilo se to v jeho konfliktu s Augustem von Platenem, v němž viděl hlavní příčinu svého neúspěchu v kandidatuře na místo profesora na Mnichovské univerzitě. Po tomto posledním pokusu získat v Německu práci jako právník se rozhodl živit se výhradně jako spisovatel.

### První literární úspěchy
V roce 1824 byla vydána Heineho sbírka Třicet tři básní, v níž byla zařazena Loreley, která se časem stala v Německu jeho nejslavnějším dílem. V roce 1826 vzbudil rozruch cestopis Cesta Harzem (Die Harzreise). V Německu byl ohlas zpočátku negativní, v Göttingenu a v Rakousku byla kniha dokonce zakázána, protože mnozí vlivní lidé se v jejích postavách poznávali. Přesto se velmi dobře prodávala. Druhé vydání již bylo kritikou přijato příznivě.
V roce 1826 Heine navázal spolupráci s vydavatelem Juliem Campem v Hamburku, který nadále publikoval všechna Heineho díla. V říjnu 1827 vyšlo kompletní vydání Heineho poezie ve sbírce Kniha písní, která založila jeho slávu a mezi milovníky poezie je dodnes populární. Začal být vnímán jako velký literární talent a jeho sláva se šířila po celé Evropě.
Od listopadu 1827 se jako redaktor mnichovských novin zapojil do boje s cenzurou. Pociťoval stále větší nespokojenost s poměry v Prusku, kde byl pod dohledem cenzorů kvůli svému židovskému původu i politickým názorům.
V roce 1831 se přestěhoval do Paříže, protože tam po červencové revoluci očekával větší svobodu. Byl také velkým obdivovatelem velké francouzské revoluce a císaře Napoleona, sdílel myšlenky hnutí saintsimonismu. Nepředpokládal však, že by se v Paříži usadil natrvalo. Posílal do německých časopisů články ze svého pobytu, jako první to byla zpráva o výstavě obrazů v Pařížském salonu z roku 1831, na které ho upoutalo dílo Eugèna Delacroixe Svoboda vede lid. Teprve další články ze série Francouzské poměry a francouzsky psané pojednání Z Německa (De l’Allemagne), které byly v letech 1833 a 1835 v Německu po zásahu cenzorů zakázány, komplikovaly jeho cesty domů. Tyto zákazy ho připravily o značnou část příjmů, a proto přijal od francouzské vlády dočasný státní důchod, který mu byl poskytován až do roku 1848. Vydání zatykače v Prusku roku 1844 definitivně zabránilo Heinemu v návratu.

### Exil v Paříži
V nuceném exilu v Paříži se z Heineho stal revoluční publicista evropského významu a napsal zde své nejlepší polemické spisy, eseje, memoáry i poslední sbírku veršů, nazvanou Romancero (1851). Vystupoval v úloze intelektuálního prostředníka mezi Francií a Německem, spolupracoval se dvěma nejvýznamnějšími časopisy obou zemí, Allgemeine Zeitung a Revue des Deux Mondes. Založil moderní politickou žurnalistiku, jeho články byly vnímány jako politická senzace. Vyjadřoval v nich nadšení pro spravedlivé myšlenky francouzské revoluce, ale zároveň i zamyšlení nad prováděním těchto myšlenek v praxi. Své postoje brilantně formuloval v knize O Ludwigu Börnovi (1840), krajanovi v exilu a někdejším příteli, jehož po smrti podrobil kritice. Dalšími významnými díly těchto let byly Romantická škola (1836) a fragment románu Rabín z Bacherachu (1840).
Heine se v Paříži stýkal s význačnými osobnostmi evropského kulturního života, jako Hector Berlioz, Fryderyk Chopin, George Sandová, Alexandre Dumas, Alexander von Humboldt nebo Richard Wagner. Stále však pociťoval silný stesk po své vlasti.
V roce 1833 se seznámil s osmnáctiletou prodavačkou bot Augustine Crescence Miratovou, které říkal Mathilde. Po několikaletém soužití se s ní v roce 1841 oženil. Chtěl ji materiálně zajistit pro případ smrti, která mu hrozila v souboji vyvolaném kvůli posměškům v jeho knize o Ludwigu Börnovi. Byl však jen lehce raněn. Přes rozdílnou intelektuální úroveň jejich manželství trvalo až do Heineho smrti. Děti neměli.
V roce 1844 vydal Heine svou další básnickou sbírku Nové básně, která byla v Prusku ihned po zveřejnění zabavena a zakázána. Téhož roku podnikl poslední cestu do Hamburku, kde se setkal se svým nakladatelem Campem a strýcem Salomonem Heinem. Po jeho smrti v prosinci 1844 se soudil se svým bratrancem, který mu odmítal dál vyplácet rentu, protože strýc ho v závěti opomenul. Spor byl ukončen v roce 1847 s podmínkou, že renta bude vyplácena, pokud Heine nebude zveřejňovat žádné informace ze soukromí rodiny bez jejího souhlasu. Přestože byl ekonomicky i umělecky velmi úspěšný, obával se nejisté budoucnosti a usiloval především o finanční zabezpečení své manželky.

Počátkem čtyřicátých let vytvořil Heine dvě díla, v jejichž názvech použil hry Williama Shakespeara: satirický epos Atta Troll. Sen noci svatojánské (1842) o úloze umění a Německo. Zimní pohádka (1844) s ostrou kritikou církve a společenských podmínek v Německu. V té době se stále více radikalizoval pod vlivem Karla Marxe, svého vzdáleného příbuzného, kterého v roce 1843 potkal v Paříži. Spřátelili se a vedli spolu rozsáhlé politické diskuse. Byl jedním z prvních německých básníků, kteří vzali na vědomí důsledky počátku průmyslové revoluce a ve svých dílech upozorňovali na bídu nově vytvořené dělnické třídy. V Marxově časopise Vorwärts publikoval Heine několik politických básní. Příkladem je jeho báseň Slezští tkalci z června 1844 inspirovaná povstáním textilních dělníků, které bylo předzvěstí revolučních událostí roku 1848. Báseň byla distribuována ve formě letáku do oblastí nepokojů. Bedřich Engels ji přeložil do angličtiny a pod názvem Weaver Song byla publikována v anglických novinách. V prosinci 1844 Heineho navštívil v Paříži student Ferdinand Lassalle, pozdější zakladatel německé sociální demokracie. Heine udržoval už od počátku pobytu v Paříži kontakty se zástupci socialistického hnutí, zejména Pierrem Lerouxem a Louisem Blancem. Heine vždy bojoval ze svobodu a lidská práva, sympatizoval se socialistickými myšlenkami, ale jeho politické názory se rozcházely s marxistickými teoriemi. Obával se, že jejich radikalismus zničí velkou část toho, co miloval a obdivoval na evropské kultuře. Napsal o tom ve francouzském vydání Lutetia rok před svou smrtí. Velké zklamání mu přineslo selhání revoluce v Německu v roce 1848. 

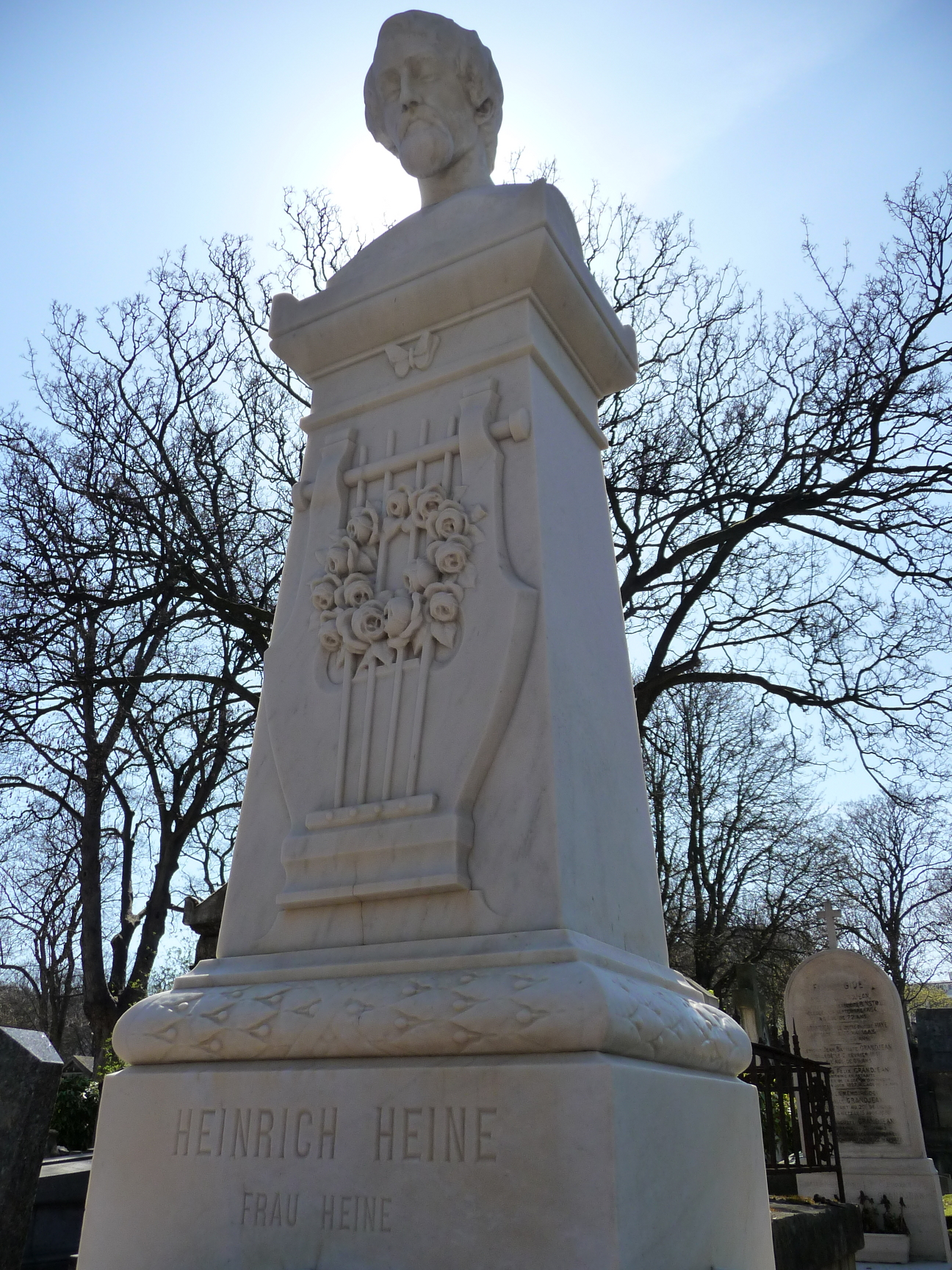
Heineho hrob na Montmartru (Paříž)

### Nemoc a pozdní tvorba
Od května 1848 propukla v plné míře jeho nemoc, jejíž náznaky pociťoval již dávno předtím v podobě silných bolestí hlavy. Postihla ho celková paralýza a následujících osm let byl upoután na lůžko (říkal mu matracová hrobka) pod vlivem opiátů, které měly zmírnit kruté bolesti. Jeho tvůrčí schopnosti však zůstaly zachovány až do samého konce. Své verše a pojednání obvykle diktoval svému tajemníkovi, protože byl téměř slepý. O původu jeho choroby se dosud vedou diskuse. On sám se domníval, že má syfilis, jiné předpoklady naznačují, že mohlo jít o roztroušenou sklerózu nebo amyotrofickou laterální sklerózu. Zkoumání básníkových vlasů v roce 1997 ukazovalo na otravu olovem.
Nejznámější prací z posledního období Heineho tvorby je třetí svazek básní Romancero, publikovaný v roce 1851 a Básně (1853 a 1854). Stejně jako v autobiografickém Doznání (1854) jsou ohlédnutím za dosavadním životem a vyjádřením osobních pocitů. Z jeho Pamětí se dochoval jen fragment, protože po jeho smrti vdova prodala větší část dědicům strýce v Hamburku, kteří ji zničili.
Ještě v posledních měsících života prožíval Heine milostný cit ke své obdivovatelce Elise Krinitzové (pozdější spisovatelce Camille Seidenové), které psal něžné dopisy a básně, ve kterých nechyběl ironický pohled na jeho stav.

Manželka Mathilde (1815–1883) s ním zůstala až do jeho smrti 17. února 1856. Heine ji jmenoval univerzální dědičkou. Spolu jsou pohřbeni na hřbitově ve čtvrti Montmartre v hrobce vybudované v roce 1901. Zdobí ji básníkova mramorová busta od dánského sochaře Louise Hasselriise a text Heineho básně Kde? vyrytý na třech stranách náhrobku. 

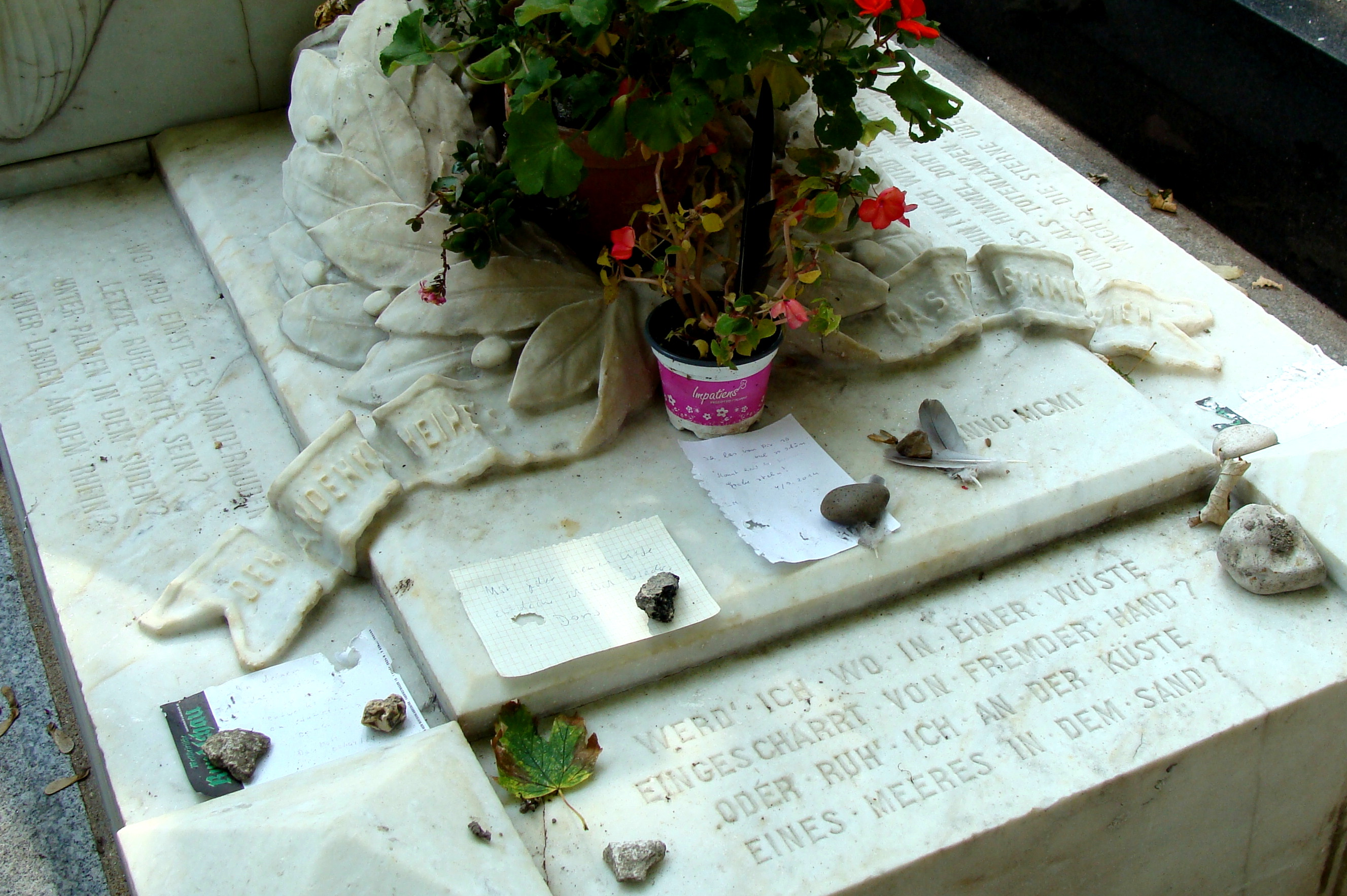
Báseň Kde? na Heineho hrobě

Slavná jsou i jeho poslední slova „Bůh mi odpustí. Je to jeho zaměstnání.“ Jako jeho epitaf bývá často uváděno:
Hier liegen meine Gebeine -- 
Wenn wären sie nur deine! 
Heine. 
(„Zde leží kosti moje - kéž by tak byly tvoje! Heine.“), avšak jedná se o mýtus. Skutečné verše na náhrobku jsou zcela jiné (Kde znaveného poutníka / místo posledního odpočinku bude? atd.)

## Význam
Heine je považován za klasika německého romantismu. Byl rozporuplná osobnost, provokatér a buřič, velmi kritický k tehdejší společnosti. Byl pod trvalým dohledem německé cenzury. Brojil proti feudalismu, poměrům v tehdejším Německu, náboženství. Jeho tvorba je prosycena erotikou, což byl jeden z dalších důvodů cenzury. Jeho díla, pokud vyšla, byla upravována, zkracována nebo zakazována. Cenzura a zákaz vydávání se vztahoval i na díla, která ještě nebyla napsána. Objevovaly se i heinovské podvrhy.
Zatímco ve světě byl Heine uznáván za největšího německého básníka po Goethovi, v Německu byl dlouho posuzován jako kontroverzní osobnost pro svůj židovský původ, politické názory, údajné pohrdání vlastní zemí i osobní vlastnosti. Během nacistické éry bylo od roku 1940 jeho dílo oficiálně zakázáno. Výtisky Heineho poezie byly vyřazovány z knihoven a páleny (kvůli židovskému původu), některé z jeho básní, jež během 19. století v Německu zlidověly, však byly v nacistických čítankách uváděny jako výtvory anonymního německého génia. Za doby nacismu se plně naplnil Heinův známý výrok, že „pokud jsou lidé schopni pálit knihy, jsou schopni pálit i lidi“.
Po válce byl uznáván především jako romantický básník. Teprve ve druhé polovině 20. století bylo Heineho dílo komplexně zhodnoceno a bylo mu přiznáno odpovídající místo v německé literatuře. Město Düsseldorf veřejně uctilo svého slavného rodáka až v osmdesátých letech 20. století. První Heineho pomník zde byl vybudován v roce 1981. Po sporu trvajícím více než dvacet let byla po něm v roce 1988 pojmenována místní univerzita.
Jeho styl vyhovoval českým obrozeneckým básníkům, inspiroval zejména Jana Nerudu, Josefa V. Friče, Josefa V. Sládka, Karla Sabinu, Karla Havlíčka Borovského, Fráňu Šrámka a Františka Gellnera.

## Tvorba

### Poezie
Na začátku své literární dráhy byl Heine znám jako lyrický básník, i když jeho vztah k romantismu byl rozporuplný. V jeho poezii je mnoho skutečných prožitků, ale také dobové motivy snu, smrti, nešťastné lásky. Nechybí ani vášeň a erotika. Zároveň se však projevuje jako ironický a satirický pozorovatel, který na první místo klade právo na svobodu. Heine nevyjadřuje jen své subjektivní pocity, ale vytváří celou atmosféru doby, vyvolává filozofické otázky po smyslu života. Od třicátých let 19. století se do veršů stále více promítaly jeho politické názory a kritika soudobých společenských poměrů.
Jeho poezie zůstává stále aktuální, živá a oslovuje i čtenáře dalších generací. Velký vliv na jeho verše měla lidová slovesnost. Melodičnost a síla jeho veršů vedla mnoho známých skladatelů k vytvoření hudebních adaptací jeho děl. K nejznámějším patří Schumannova Leiderkreis (op. 24) a Dichterliebe (op. 48), Labutí píseň Franze Shuberta (D957) nebo Lorelei Friedricha Silchera. Hru William Ratcliff použili jako libreto pro své opery César Kjui a Pietro Mascagni po básníkově smrti.
Básnické sbírky Heinricha Heineho:
- 1821 Básně (Gedichte)

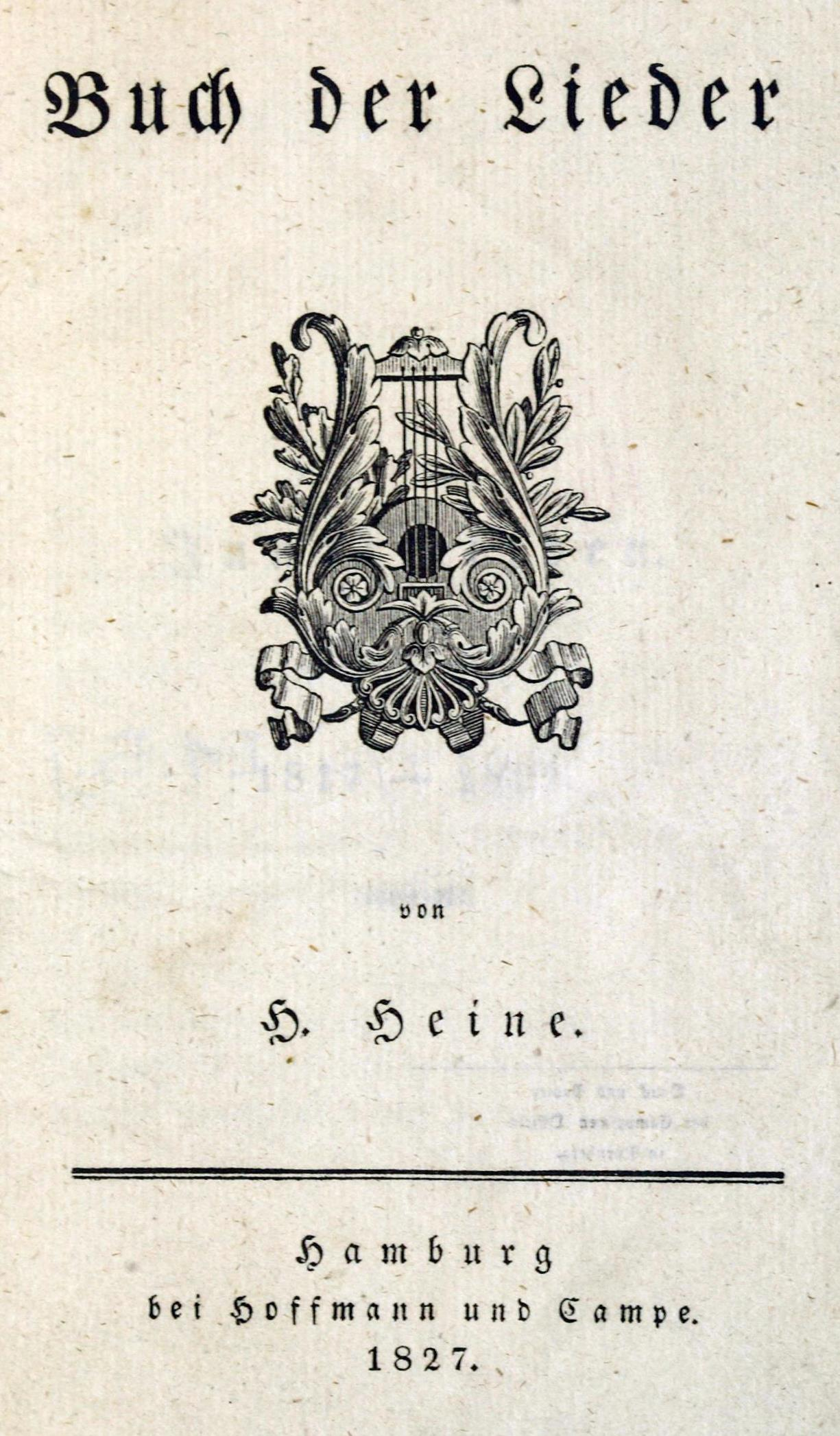
Heinrich Heine: Kniha písní (1827)

- 1824 Třicet tři básní (Dreiunddreißig Gedichte) obsahuje báseň Loreley
- 1827 Kniha písní (Buch der Leider) obsahující částiMladistvý smutek (Junge Leiden)
  - Návrat domů (Die Heimkehr) původně publikováno 1826
  - Lyrické intermezzo (Lyrical intermezzo) původně publikováno 1823
  - Z cesty Harzem (Aus der Harzreise) původně publikováno 1826
  - Severní moře (Die Nordsee) původně zveřejněno 1826–1827
- 1844 Nové básně (Neue Gedichte) obsahující části
  - Nové jaro (Neuer Frühling) původně publikováno 1834
  - Jiné ženy (Verschiedene)
  - Balady (Romanzen)
  - Ollea (Zur Ollea)
  - Básně pro čas (Zeitgedichte)
  - Německo: Zimní pohádka (Deutschland. Ein Wintermärchen) - próza
- 1847 Atta Troll. Sen noci svatojánské (Atta Troll. Ein Sommernachtstraum)
- 1851 Romancero (Romanzero) obsahující tři části
  - Historie (Historien)
  - Nářky (Lamentationen)
  - Hebrejské melodie (Hebräische Melodien)
- 1854 Básně. 1853 a 1854 (Gedichte. 1853 a 1854)

### Próza
V próze se Heine představil především jako kritický, politicky angažovaný novinář, esejista a satirik. Byl zařazován k sociálně a politicky uvědomělému literárnímu hnutí Mladé Německo, které sjednocovala snaha o politickou změnu směrem k větší demokracii v celé Evropě, zejména v Německu. Fejetony a cestopisy povýšil na umělecká díla, nepostrádají humor a ironický nadhled, ale také bystrý úsudek a realistický pohled na okolní svět.
Mezi jeho první prozaická díla patří Obrazy z cest, do nichž patří od roku 1822 postupně vydávaná pojednání O Polsku, Cesta Harzem, Kniha Le Grand, Anglické zlomky a tři knihy o Itálii (Z Mnichova do Janova, Lázně Lucca, Město Lucca). Heine spojil svou zálibu v putování s tvorbou literárních cestopisů, v nichž jsou krátké texty prokládány romantickými básněmi.
Série článků vydané v knihách Z Německa (De l'Allemagne) (1833) ve francouzštině a Francouzské poměry, měly být prostředkem ke sblížení Francie a Německa. Ve své pozdější verzi byla kniha Z Německa rozdělena na dvě části: Dějiny náboženství v Německu a filozofie a Romantická škola.
Ve spisu Romantická škola (1836) podává kritický a ironický rozbor literatury romantismu, vzpomíná např. na své setkání s Goethem ve Výmaru v roce 1824

Ve spisu Dějiny náboženství a filozofie v Německu (1835) srovnává německou a francouzskou filozofii a politiku. Předpovídá, že v Německu dojde k radikální revoluci, jež v první etapě zlikviduje přežitky feudalismu a poté pokročí dál. Jeho slavná báseň nese název Hymnus. První věty zní: „Já, já jsem meč, já, já jsem plamen. Byl jsem vám světlem v temnotách a když začala řež, šel prvý v zteč tam v přední linii. Kolem mne leží padlí kamarádi.”

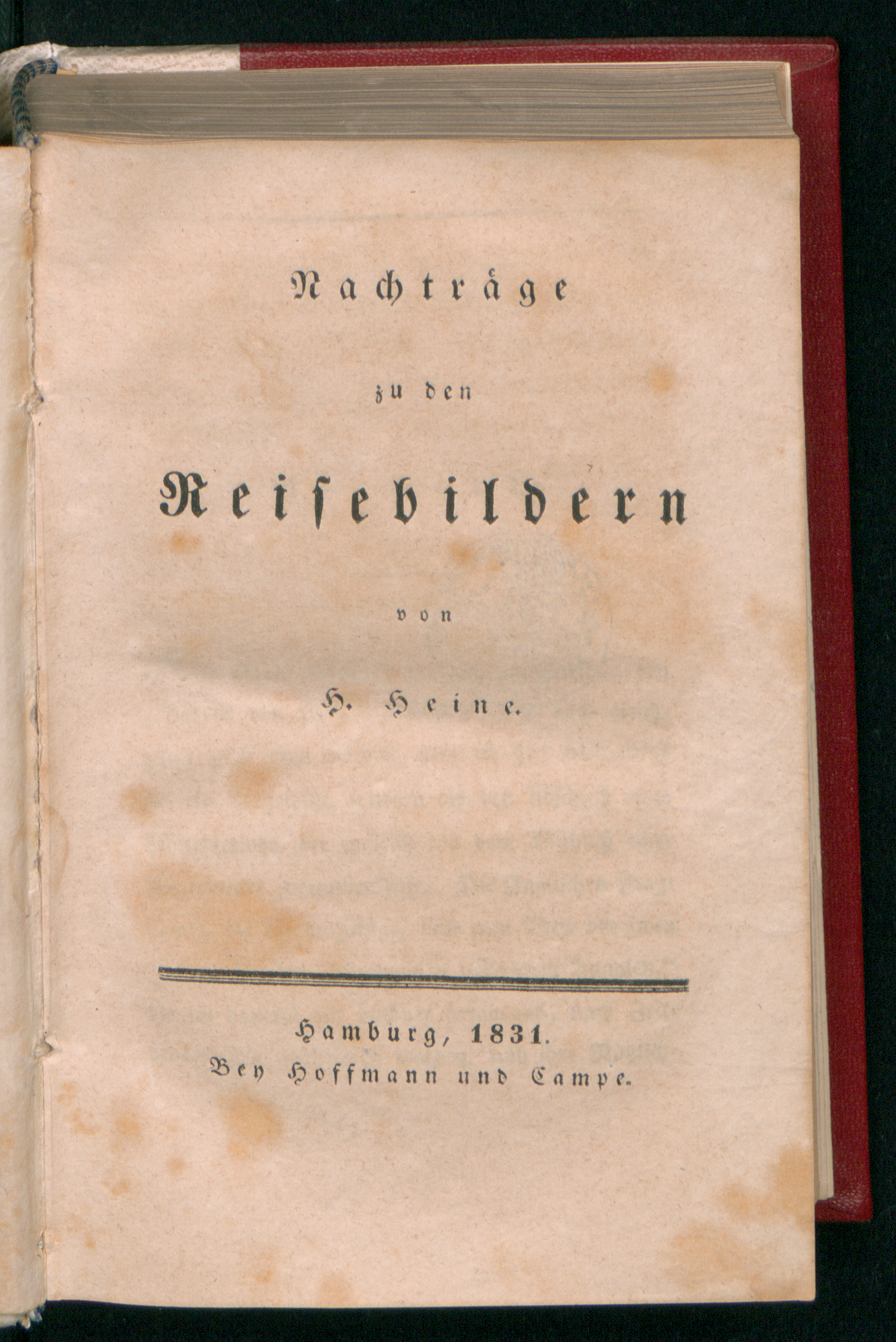
Reisebilder, 1831

Knižní publikace vydané během Heineho života:
- 1826 Obrazy z cest I (Reisebilder. Erster Teil) obsahují
  - Cesty Harcem (Die Harzreise) – próza s vloženými básněmi
  - Návrat domů (Die Heimkehr) – básně
  - Severní moře I (Die Nordsee. Erste Abteilung) – cyklus básní
- 1827 Obrazy z cest II (Reisebilder. Zweiter Teil) obsahují
  - Severní moře II (Die Nordsee. Zweite Abteilung) – cyklus básní
  - Severní moře III (Die Nordsee. Dritte Abteilung) – esej
  - Ideje. Kniha Le Grand (Ideen. Das Buch le Grand)
  - Dopisy z Berlína (Briefe aus Berlin) – upravená verze z roku 1822
- 1829 Obrazy z cest III (Reisebilder. Dritte Teil) obsahují prózy
  - Cesta z Mnichova do Janova (Die Reise von München nach Genua)
  - Lázně Lucca (Die Bäder von Lucca)
  - Rok 1829 (Anno 1829)
- 1831 Dodatky k Obrazům z cest (Nachträge zu den Reisebildern) obsahují prózy
  - Město Lucca (Die Stadt Lucca)
  - Anglické fragmenty (Englische Fragmente)
- 1833 Francouzské poměry (Französische Zustände)
- 1835 Romantická škola (Die romantische Schule)
- 1840 O Ludvíku Börnovi (Ludwig Börne.Eine Denkschrift)
- 1854 Různé spisy (Vermischte Schriften) – ve třech svazcích obsahují mj. prózy
  - Zpověď (Geständnisse)
  - Lutecie (Lutetia) – dva svazky článků o Francii
- 1884 Paměti (Memorien) vydány posmrtně v časopise Die Gartenlaube